# Массимо, Камилло
Камилло Массимо (итал. Carlo Massimo; 20 июля 1620, Рим, Папская область — 12 сентября 1677, там же) — итальянский куриальный кардинал. Титулярный латинский патриарх Иерусалимский с 15 декабря 1653 по 22 декабря 1670. Апостольский нунций в Испании с 16 января 1654 по 27 октября 1656. Префект Дома Его Святейшества с 29 ноября 1669 по 22 декабря 1670. Кардинал-священник с 22 декабря 1670, с титулом церкви pro hac vice Санта-Мария-ин-Домника с 23 февраля 1671 по 30 января 1673. Кардинал-священник с титулом церкви Сант-Эузебио с 30 января 1673 по 19 октября 1676. Кардинал-священник с титулом церкви Сант-Анастазия с 19 октября 1676 по 12 сентября 1677.